# Re-Invention Tour
Re-Invention Tour  — шостий світовий концертний тур американської співачки Мадонни, який проходив у 2004 році на підтримку її дев'ятого студійного альбому  American Life.   Re-Invention Tour мав великий комерційний успіх і був визнаний найкасовішим турне 2004 року ($124 790 787). 56 концертів туру відвідали близько 900 тисяч  глядачів.

## Сет-ліст туру

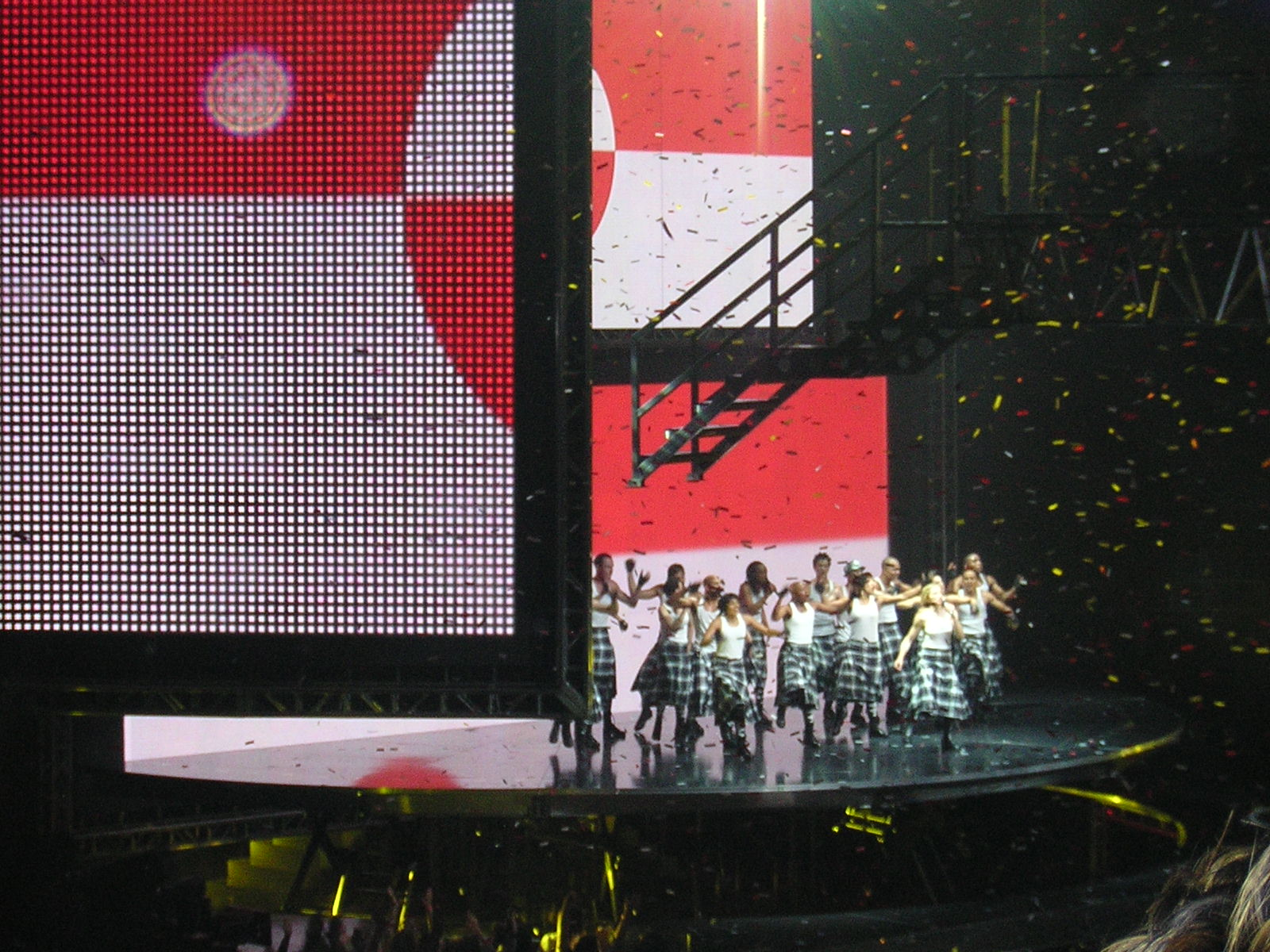
Фінальний виступ, пісня "Holiday"

1. "Justify My Love/The Beast Within" (Відео-інтродукція) (з елементами "Fairuz|El Yom 'Ulliqa 'Ala Khashaba")
2. "Vogue"
3. "Nobody Knows Me"
4. "Frozen"
5. "American Life"
6. "Express Yourself"
7. "Burning Up"
8. "Material Girl"
9. "Hollywood" (Ремікс)(Танцювальна відео-інтерлюдія)
10. "Hanky Panky"
11. "Deeper and Deeper"
12. "Die Another Day"
13. "Lament"
14. "Bedtime Story (пісня)|Bedtime Story]]" (Ремікс)(Танцювальна відео-інтерлюдія)
15. "Nothing Fails"
16. "Don't Tell Me" (з елементами"Bitter Sweet Symphony" під час більшості концертів у Європі)
17. "Like a Prayer"
18. "Mother and Father" (включаючи уривки "Intervention")
19. "Imagine"
20. "Into the Groove" (з елементами "Susan MacLeod" та  "Hollywood /Into the Hollywood Groove")
21. "Papa Don't Preach" (закінчується уривком з "American Life")
22. "Crazy for You"
23. "Music" (з елементами "Into the Groove")
24. "Holiday" (з елементами "She Wants to Move")[2]

## Дати туру

Перший офіційний постер Re-Invention World Tour

| Дата             | Місто         | Країна          | Місце проведення                 |
| ---------------- | ------------- | --------------- | -------------------------------- |
| Північна Америка |               |                 |                                  |
| 24 травня, 2004  | Інглвуд       | США             | The Forum                        |
| 26 травня, 2004  | Інглвуд       | США             | The Forum                        |
| 27 травня, 2004  | Інглвуд       | США             | The Forum                        |
| 29 травня, 2004  | Парадайз      | США             | MGM Grand Garden Arena           |
| 30 травня, 2004  | Парадайз      | США             | MGM Grand Garden Arena           |
| 2 червня, 2004   | Анагайм       | США             | Honda Center                     |
| 3 червня, 2004   | Анагайм       | США             | Honda Center                     |
| 6 червня, 2004   | Сан-Хосе      | США             | HP Pavilion at San Jose          |
| 8 червня, 2004   | Сан-Хосе      | США             | HP Pavilion at San Jose          |
| 9 червня, 2004   | Сан-Хосе      | США             | HP Pavilion at San Jose          |
| 13 червня, 2004  | Вашингтон     | США             | Verizon Center                   |
| 14 червня, 2004  | Вашингтон     | США             | Verizon Center                   |
| 16 червня, 2004  | Нью-Йорк      | США             | Madison Square Garden            |
| 17 червня, 2004  | Нью-Йорк      | США             | Madison Square Garden            |
| 20 червня, 2004  | Нью-Йорк      | США             | Madison Square Garden            |
| 21 червня, 2004  | Нью-Йорк      | США             | Madison Square Garden            |
| 22 червня, 2004  | Нью-Йорк      | США             | Madison Square Garden            |
| 24 червня, 2004  | Нью-Йорк      | США             | Madison Square Garden            |
| 27 червня, 2004  | Вустер        | США             | DCU Center                       |
| 28 червня, 2004  | Вустер        | США             | DCU Center                       |
| 30 червня, 2004  | Вустер        | США             | DCU Center                       |
| 1 липня, 2004    | Вустер        | США             | DCU Center                       |
| 4 липня, 2004    | Філадельфія   | США             | Wachovia Center                  |
| 5 липня, 2004    | Філадельфія   | США             | Wachovia Center                  |
| 7 липня, 2004    | Іст-Ратерфорд | США             | Continental Airlines Arena       |
| 8 липня, 2004    | Іст-Ратерфорд | США             | Continental Airlines Arena       |
| 11 липня, 2004   | Чикаго        | США             | United Center                    |
| 12 липня, 2004   | Чикаго        | США             | United Center                    |
| 14 липня, 2004   | Чикаго        | США             | United Center                    |
| 15 липня, 2004   | Чикаго        | США             | United Center                    |
| 18 липня, 2004   | Торонто       | Канада          | Air Canada Centre                |
| 19 липня, 2004   | Торонто       | Канада          | Air Canada Centre                |
| 21 липня, 2004   | Торонто       | Канада          | Air Canada Centre                |
| 24 липня, 2004   | Атланта       | США             | Philips Arena                    |
| 25 липня, 2004   | Атланта       | США             | Philips Arena                    |
| 28 липня, 2004   | Санрайз       | США             | BankAtlantic Center              |
| 29 липня, 2004   | Санрайз       | США             | BankAtlantic Center              |
| 1 серпня, 2004   | Маямі         | США             | American Airlines Arena          |
| 2 серпня, 2004   | Маямі         | США             | American Airlines Arena          |
| Європа           |               |                 |                                  |
| 14 серпня, 2004  | Манчестер     | Велика Британія | M.E.N Arena                      |
| 15 серпня, 2004  | Манчестер     | Велика Британія | M.E.N Arena                      |
| 18 серпня, 2004  | Лондон        | Велика Британія | Earls Court Exhibition Centre    |
| 19 серпня, 2004  | Лондон        | Велика Британія | Earls Court Exhibition Centre    |
| 22 серпня, 2004  | Лондон        | Велика Британія | Wembley Stadium                  |
| 23 серпня, 2004  | Лондон        | Велика Британія | Wembley Stadium                  |
| 25 серпня, 2004  | Лондон        | Велика Британія | Wembley Stadium                  |
| 26 серпня, 2004  | Лондон        | Велика Британія | Wembley Stadium                  |
| 29 серпня, 2004  | Слейн         | Ірландія        | Slane Castle                     |
| 1 вересня, 2004  | Париж         | Франція         | Palais Omnisports de Paris-Bercy |
| 2 вересня, 2004  | Париж         | Франція         | Palais Omnisports de Paris-Bercy |
| 4 вересня, 2004  | Париж         | Франція         | Palais Omnisports de Paris-Bercy |
| 5 вересня, 2004  | Париж         | Франція         | Palais Omnisports de Paris-Bercy |
| 8 вересня, 2004  | Арнем         | Нідерланди      | GelreDome XS                     |
| 9 вересня, 2004  | Арнем         | Нідерланди      | GelreDome XS                     |
| 13 вересня, 2004 | Лісабон       | Португалія      | Pavilhão Atlântico               |
| 14 вересня, 2004 | Лісабон       | Португалія      | Pavilhão Atlântico               |